# Paphiopedilum celebesense
Paphiopedilum celebesense é uma espécie de orquídea terrestre, família Orchidaceae, que habita de Sulawesi a Seram, nas Molucas.